# Lourdesgrot (Houthulst)
De Lourdesgrot van Houthulst is een Lourdesgrot in het Vrijbos in Houthulst, ter ere van Onze-Lieve-Vrouw van Lourdes. De grot werd in 1860 opgericht, op initiatief van mevrouw Cassiers, echtgenote van senator Jan-Pieter Cassiers. Het was de eerste grot in België toegewijd aan Onze-Lieve-Vrouw van Lourdes. Rondom de grot zijn de zeven smarten en de vijftien mysteries uitgebeeld. Jaarlijks bezoeken duizenden pelgrims de grot.

## Geschiedenis
De Antwerpse handelaar en senator Cassiers had omstreeks 1850 zowat het hele Houthulste domein in bezit. Samen met zijn echtgenote besloot hij in 1853 om op dit uitgestrekte eigendom een pastorie, een kerk en een school te laten bouwen. Op 5 oktober 1860 schreef pastoor Lelieur aan de bisschop dat de kerk gebouwd was, maar nog niet voltooid. Er konden al wel diensten worden gecelebreerd.
Wanneer in 1858 Bernadette Soubirous verklaarde tussen 11 februari en 16 juli verschillende verschijningen te hebben gezien van de Heilige Maagd Maria in de Grot van Massabielle, bereikte de devotie van mevrouw Cassiers een hoogtepunt. Twee jaar later, in 1860, ondernam ze een pelgrimstocht naar Lourdes, samen met de overste van het klooster van de zusters van Lendelede en de onderpriester van Houthulst. Het bezoek aan Lourdes maakte zoveel indruk op mevrouw Cassiers, dat zij besloot een replica van de Lourdesgrot te laten bouwen in Houthulst. Ze gaf de plaatselijke architect opdracht om de grot te bouwen in het Vrijbos. Hij werd in 1870 ingewijd. De Lourdesgrot van Houthulst was in België de eerste die aan Onze-Lieve-Vrouw van Lourdes gewijd was.
Tijdens de Eerste Wereldoorlog ondervond de Lourdesgrot zware beschadigingen. In 1920 werd ze heropgebouwd. De Lourdesgrot werd in 1958 verbreed met stenen uit afgebroken bunkers. In 1960 werden een aantal ommegangkapelletjes gebouwd rond de grot. Twee kunstenaars stonden in voor het ontwerp van deze kapelletjes. De beelden werden gebakken in de steenovens Florizone in Adinkerke.
De oorspronkelijke bewoners van Houthulst bestond uit leurdersvolk, ze trokken elk jaar naar Frankrijk om daar op de werkvelden te werken. Voor hun vertrek gingen zij naar de grot in Houthulst om de zegen af te smeken over hun reis en hun arbeid. Bij terugkeer kwamen ze dan weer naar de grot om de Heilige maagd Maria te bedanken voor de veilige reis en het geslaagde werkseizoen. Er waren periodes in het jaar waarop de leurders altijd in Houthulst waren: de periode rond Onze-Lieve-Heer-Hemelvaart en rond Onze-Lieve-Vrouw-Hemelvaart. Op deze heilige dagen was het kermis in Houthulst en trok de Lourdesgrot veel bezoekers. Dit is nog altijd zo, op Onze-Lieve-Heer Hemelvaart komen zo'n 7000 mensen naar Houthulst om de grot te bezoeken.
De priester Roger Claeys celebreerde van mei tot in september elke zaterdag een eucharistieviering bij de grot, in de open lucht. Misbezoekers brachten vaak een eigen stoel mee omdat er onvoldoende zitplaatsen waren. Op drukke dagen woonden tot 1000 gelovigen deze eucharistieviering bij.

## Kapelletjes rond de Grot
Rondom de Lourdesgrot van Houthulst zijn de zeven smarten en de vijftien mysteries uitgebeeld.

### De zeven smarten
- De profetie van Simeon in de Tempel bij het opdragen van Jezus.
- De vlucht naar Egypte.
- Het zoekraken van Jezus in de Tempel.
- Ontmoeting van Maria met Jezus op weg naar de Calvarieberg.
- Maria staat onder Jezus' kruis.
- Maria omhelst Jezus' dode lichaam na de kruisafname (de "piëta").
- Jezus wordt begraven.

### De vijftien mysteries
A. De vijf blijde mysteries.
- De boodschap aan Maria van de Engel Gabriël.
- Het bezoek van Maria aan Elisabeth.
- De geboorte van Jezus.
- De opdracht van Jezus in de tempel.
- Het terugvinden van Jezus in Jeruzalem.

B. De vijf droevige mysteries.
- De doodstrijd in de Hof van Olijven.
- De geseling.
- De doornenkroning.
- De kruisdraging.
- De kruisdood van Christus.

C. De vijf glorierijke mysteries 
- De verrijzenis
- De hemelvaart van Christus
- De nederdaling van de H. Geest over de apostelen
- De tenhemelopneming van Maria
- De kroning van Maria

## De grot in de 21e eeuw
Door toenmalig bisschop Roger Vangheluwe werd in 2001 een nieuwe verantwoordelijke benoemd voor de grot van Houthulst. Deze zorgde er onder andere voor dat er een priester was voor eucharistievieringen. Verder stond hij in voor de opvang van bedevaarders en het onderhoud van de grot. In 2009 kwam er een nieuwe verantwoordelijke. Verscheidene renovaties werden verricht. Er kwam een afzuiginstallatie, een alarmsysteem en een vernieuwde geluidsinstallatie. Priester Marcel Van Daele is voorganger bij de eucharistievieringen van mei tot september. Het hele jaar door kunnen gelovigen de grot bezoeken. Het is in de gemeente Houthulst een belangrijke toeristische trekpleister.